# Rialma
Rialma est une petite ville et une municipalité dans la partie centre-Nord de l'État de Goiás, Brésil.

## Économie
L'activité économique est basée sur l'agriculture, l'élevage, les services, les petites industries de transformation, et l'emploi gouvernemental.
Il y a aussi un troupeau considérable de bovins laitiers et de bovins à viande(23 000 têtes en 2006). Il y avait une seule succursale de banque en 2007.
Il y avait 234 fermes en 2006 avec une superficie totale de 23 154 hectares. Environ 9 000 hectares ont été plantés et 11 000 étaient des pâturages. Les principales cultures sont le riz, la canne à sucre, les haricots, les oranges, le manioc, le maïs et le soja.

## Santé et Éducation
Il y avait un campus de l'Université Fédérale de Goiás en 2007. Le taux d'alphabétisation des adultes était de 89,3% en 2000, la moyenne nationale étant de 86,4%. En 2007 il y avait 1 hôpital avec 29 lits. Le taux de mortalité infantile était de 25,4 (2000), la moyenne nationale étant de 33,0.
- Indice de développement humain municipal : 0,777
- Classement de l'État: 35 (sur 242 communes)
- Classement national: 1 124 (sur 5507 communes)

## Origine du nom
Le nom de la ville est venu d'une contraction de Rio das Almas. 
En 1953, lorsque l'autoroute BR-153 a été construit, Rialma se sépara de Jaraguá pour devenir une municipalité distincte.

## Climat
Le climat est tropical humide. Le fleuve le plus important est le Rio das Almas, qui prend sa source près de Cocalzinho de Goiás et coule vers le nord pour entrer dans le réservoir de la Serra da Mesa, qui endigue la rivière Maranhão.
1. ↑  IBGE